# Скуби-Ду: Ужас в лагера
„Скуби-Ду: Ужас в лагера“ (на английски: Scooby-Doo! Camp Scare) е директно издаден на DVD анимационен филм от 2010 г., базиран на анимационните сериали от събота сутрин на „Скуби-Ду“ и е пуснат на 14 септември 2010 г. Филмът е пуснат седем месеца след пускането на „Скуби-Ду: Абракадабра-Ду“ (Scooby-Doo! Abracadabra-Doo) и това го прави петнадесетия филм на едноименната поредица.

## Актьорски състав
- Франк Уелкър – Скуби-Ду/Фред Роджърс
- Матю Лилард – Шаги Роджърс
- Минди Кон – Велма Динкли
- Грей Делайл – Дафни Блейк
- Скот Менвил – Люк
- Тара Стронг – Труди
- Стивън Рут – Бърт
- Лорън Том – Джесика
- Марк Хамил – Дийкън/Бебето Борети
- Дий Брадли Бейкър – Рейнджър Кнъдсън/Спектър
- Фил Ламар – Дарел

## В България
В България филмът е излъчен по Cartoon Network на 6 февруари 2016 г., с разписание събота от 10:00 ч.
През 2022 г. е достъпен в стрийминг платформата Ейч Би О Макс.